# 卡斯蒂利斯卡尔
卡斯蒂利斯卡尔，是西班牙阿拉贡自治区萨拉戈萨省的一个市镇。 总面积41平方公里，总人口403人（2001年），人口密度10人/平方公里。